# Karangjati (Kemranjen)
Karangjati is een bestuurslaag in het regentschap Banyumas van de provincie Midden-Java, Indonesië. Karangjati telt 1764 inwoners (volkstelling 2010).